# Jon Tickle
Jonathan Tickle (né le 8 mai 1974 dans le Surrey, Angleterre) est un animateur britannique présentateur de l'émission scientifique Brainiac: Science Abuse après avoir été diplômé en sciences de l'université de Leicester. Il est également apparu dans l'émission Big Brother.